# Киянка (Барашівська сільська громада)
Киянка — село в Україні, у Барашівській територіальній громаді Звягельського району Житомирської області. Населення становить 422 особи (2001).

## Історія
В 1906 році — село Барашівської волості Житомирського повіту Волинської губернії, дворів 180, мешканців 1085. Відстань від повітового міста 75 верст, від волості 8.
Під час голодомору у 1932—1933 роках від голодної смерті померло 6 мешканців села
В період загострення сталінських репресій проти українського народу в 30-і роки минулого століття органами НКВС заарештовано та позбавлено волі на різні терміни 10 жителів села, з яких 2 чол. розстріляно. Всі постраждалі реабілітовані.
28 липня 2016 року включене до складу новоутвореної Барашівської територіальної громади Ємільчинського району Житомирської області. Від 19 липня 2020 року, разом з громадою, в складі новоствореного Новоград-Волинського (згодом — Звягельський) району Житомирської області.